# Yunnan-Buschratte
Die Yunnan-Buschratte (Hadromys yunnanensis) ist eine Säugetierart aus der Gattung Hadromys innerhalb der Nagetiere (Rodentia). Sie ist nur aus der Provinz Yunnan in der Volksrepublik China bekannt.

## Merkmale
Die Yunnan-Buschratte erreicht eine Kopf-Rumpf-Länge von 12,3 bis 14,0 Zentimetern und eine Schwanzlänge von 11,4 bis 13,2 Zentimetern, das Gewicht beträgt 41 bis 77 Gramm. Die Hinterfußlänge beträgt 24 bis 27 Millimeter und die Ohrlänge 15 bis 20 Millimeter. Das Rückenfell ist weich und dicht, es ist dunkel grau-braun und mit schwarzen und gelb-braunen sowie weißen Haaren durchsetzt, zum Rumpf wird es rötlicher. An den Wangen besitzt es einen ockerfarbenen Fleck. Die Bauchseite ist reinweiß. Der Schwanz ist etwas kürzer als der restliche Körper, die Oberseite ist braun und die Unterseite weiß. Die Vorder- und Hinterfüße sind lang und dünn. Die Weibchen haben vier Paar Zitzen, davon je eines im Brust- und Bauchbereich und zwei in der Lendengegend.

## Verbreitung
Die Yunnan-Buschratte ist nur aus der Region Ruili in der Provinz Yunnan in der Volksrepublik China bekannt und ist dort wahrscheinlich endemisch.

## Lebensweise
Über die Lebensweise der Yunnan-Buschratte ist so gut wie nichts bekannt. Die Tiere sind nachtaktiv und bodenlebend, sie leben in Höhenlagen um 970 bis 1300 Metern.

## Systematik
Die Yunnan-Buschratte wird als eigenständige Art innerhalb der Gattung Hadromys eingeordnet, die aus zwei Arten besteht. Die wissenschaftliche Erstbeschreibung erfolgte durch Yang Guangrong und Wang Yingxiang im Jahr 1987, sie führten diese anhand von Individuen aus der Region Ruili in der Provinz Yunnan durch, die 1985 in 970 bis 1300 m Geländehöhe gesammelt worden waren. In ihrer Erstbeschreibung stuften Yang und Wang die Yunnan-Buschratte als Unterart der Manipur-Buschratte (Hadromys humei) ein. Bereits 1983 war ein Exemplar aus der gleichen Region untersucht und trotz bestehender Unterschiede provisorisch der Manipur-Buschratte zugewiesen worden.

## Gefährdung und Schutz
Die Art wird von der International Union for Conservation of Nature and Natural Resources (IUCN) aufgrund fehlender Kenntnisse zu den Beständen und zur Lebensweise nicht in eine Gefährdungskategorie eingeordnet, sondern als „data deficient“ gelistet. Bedrohungen für die Bestände sind nicht bekannt. In China wird die Art als gefährdet betrachtet.

## Belege
1. 1 2 3 4 5  Yunnan Hadromys. In: Andrew T. Smith, Yan Xie: A Guide to the Mammals of China. 2008, S. 260.
2. 1 2  Hadromys yunnanensis in der Roten Liste gefährdeter Arten der IUCN 2015-4. Eingestellt von: A.T. Smith, C.H. Johnston, 2008. Abgerufen am 20. Dezember 2015.
3. 1 2  Hadromys yunnanensis (Memento vom 22. Dezember 2015 im Internet Archive). In: Don E. Wilson, DeeAnn M. Reeder (Hrsg.): Mammal Species of the World. A taxonomic and geographic Reference. 2 Bände. 3. Auflage. Johns Hopkins University Press, Baltimore MD 2005, ISBN 0-8018-8221-4.
4. ↑  Yang Guangrong und Wang Yingxiang: A new subspecies of Hadromys humei (Muridae, Mammalia) from Yunnan, China. Acta Theriologica Sinica 7 (1), 1987, S. 46–50 ()